# Dzmitryj Kamaroŭski
Dzmitryj Kamaroŭski (in bielorusso Дзмітрый Аляксандровіч Камароўскі?, angl. Dzmitry Kamarowski; Bolbasovo, 10 ottobre 1986) è un allenatore di calcio ed ex calciatore bielorusso, di ruolo attaccante, tecnico dell'Islač.

## Caratteristiche tecniche
È un centravanti aggressivo, noto per i suoi movimenti intelligenti. Spesso torna in difesa.

## Palmarès

### Club

#### Competizioni nazionali
- Campionato bielorusso: 1

BATE: 2002
- Coppa di Bielorussia: 1

Naftan: 2008-2009